# 中山伝信録
『中山伝信録』（ちゅうざんでんしんろく）は、清の徐葆光が1721年（康熙60年/享保6年）に著した琉球の地誌である。全6巻。

## 概要
徐葆光は、琉球王国の尚敬王の冊封のため、1719年（康熙58年/享保4年）に冊封副使として琉球王国に赴き、帰国後に琉球滞在中に収集した資料や見聞等をまとめた復命書（冊封使録）を康煕帝に提出した。その副本に加筆して1721年（康熙60年/享保6年）に刊行されたのが本書である。
各巻の内容は以下の通り。
- 第1巻 - 中国から琉球への航路、冊封使の航海日誌等[3]。
- 第2巻 - 冊封の儀礼や歓待の宴（冊封七宴）等[4]。
- 第3巻 - 舜天から尚敬王に至る歴代中山王の系譜[5]。
- 第4巻 - 琉球各地の地理、地名、産物[6]。
- 第5巻 - 公的機関、官僚機構、教育機関、宗教等[7]。
- 第6巻 - 風俗・産物・言語等[8]。

## 『中山傳信録』と尖閣航路
徐葆光は福建沿岸の馬祖列島海域でパイロットを琉球王府の役人に任せ、それから尖閣航路に向かう。『中山傳信録』の尖閣航路の記述は、琉球の程順則著『指南広義』にもとづくと明記されている。『指南広義』は那覇福州間の尖閣航路書である。歴代尖閣航路は琉球王府の役人が水先案内してきたが、西暦1683年、册封使汪楫が清國側で尖閣航路を掌握しようと試みたため、臺灣海峽内で册封船の琉球パイロットと航路爭いが起こり、結局は引き続き琉球パイロットがナビゲートしたという事件があった。程順則はこの事件を承けて琉球側の航路の正當性を婉曲に主張するために福州で刊行したのが『指南広義』である。徐葆光はこのことに内心憤りながらも『指南講義』を採用した。

## 影響
本書は日本に輸入されて、『重刻中山伝信録』と称する和刻本が累次刊行され、江戸時代の学者はこの書から琉球の知識を学んだ。
また、清に渡ったフランス人イエズス会士アントワーヌ・ゴービルは、1751年に本書をフランス語に抄訳してパリに送り、この抄訳は1758年に刊行された書籍に「中国人が琉球諸島と称する諸島についての覚書」（Mémoire sur les îles que les Chinois appellent îles de Lieou-kieou）として収載され、ヨーロッパにおける琉球についての貴重な情報源となった。